# جيم كي. تيلمان
جيم كي. تيلمان هو سياسي أمريكي، ولد في 23 يونيو 1935 في أدل في الولايات المتحدة، وتوفي في 4 يوليو 2012 في تالاهاسي في الولايات المتحدة. نشط حزبياً في الحزب الجمهوري. وقد انتخب عضو مجلس نواب فلوريدا ‏.